# Раджанпур (округ)
Раджанпур (урду ضِلع راجن پُور‎, англ. Rajanpur District) — один из 36 округов пакистанской провинции Пенджаб. Административный центр — город Раджанпур.

## География
Раджанпур граничит с округом провинции Синд — Кашмором на юге, с округом Дера-Гази-Хан на востоке и севере, с округами Музаффаргарх и Рахимъярхан на западе.

## Техсилы
Раджанпур занимает площадь 12318 км² и разделен на три техсила:
- Джампур
- Раджанпур
- Роджхан